# Tranbjerg
Tranbjerg è un centro abitato della Danimarca, fa parte del comune di Aarhus, nella regione dello Jutland Centrale (Midtjylland).

## Geografia
Tranbjerg si trova nella penisola dello Jutland 10 km a sudovest del centro di Aarhus.
Tranbjerg è attraversato dalla Sekundærrute 433 in direzione nord-sud che collega Århus a Solbjerg e Horsens.

## Storia
Dal 1º gennaio 2007 è parte del comune di Aarhus. 
La periferia è costituita da edifici bassi, principalmente villette e condomini.
È diviso a sua volta in piccoli centri quali Østerby (sudest), Havebyen (nordest) e Stationsbyen (nordovest).

## Monumenti e luoghi d'interesse
La chiesa di Tranbjerg è dedicata a Sant'Orsola e le undicimila vergini. Parti dell'edificio (coro e navata) risalgono al periodo compreso tra il XII e il XIII secolo.
All'interno si trova una pala d'altare intagliata del XV secolo. 

## Cultura

### Scuole
All'interno della città vi è una parco molto ampio circondato da scuole, chiamato Laurbærparken. A Tranbjerg si trovano due scuole:
- Grønløkkeskolen - con palestra e convitto
- Tranbjerg Skole

## Infrastrutture e trasporti
La Stazione di Tranbjerg è situata sul Odderbanen, che collega Odder e Århus.